# Meyerozyma caribbica
Meyerozyma caribbica är en svampart som först beskrevs av Vaughan-Mart., Kurtzman, S.A. Mey. & E.B. O'Neill, och fick sitt nu gällande namn av Kurtzman & M. Suzuki 20 10. Meyerozyma caribbica ingår i släktet Meyerozyma och familjen Debaryomycetaceae.   Inga underarter finns listade i Catalogue of Life.